# 関口英男
関口 英男（せきぐち ひでお、1929年-　）は、文化学者、翻訳家。

## 人物
兵庫県芦屋生まれ。1957年国際基督教大学卒業。インディアナ大学、南カリフォルニア大学大学院で学ぶ。松竹、テレビ東京、海外新聞普及を経て帝京大学に勤務。帝京ロンドン学園校長、帝京大学ダーラム分校校長ののち帰国。帝京大学国際文化学科助教授の後退職。ジャポニズム学会会員。

## 著書
- 会社情報収集の技術 盗まれた君が悪い 徳間書店, 1970. トクマ・ビジネス
- 新あめりか性風俗事情 近代映画社, 1980.4.

## 翻訳
- 贋作 クリフォード・アーヴィング 早川書房, 1970.
- 超スパイ機関 世界最強の諜報機関 アンドリュー・タリー 早川書房, 1971. ハヤカワ・ノンフィクション
- 盗まれたアメリカ 日本諜報活動の内幕 アラン・ハインド 三崎書房, 1972.
- ルーヴルの戦い フランス美術はいかにしてナチの手から守られたか マティラ・サイモン 徳間書店, 1973.
- ローラ、叫んでごらん フライパンで焼かれた少女の物語 リチャード・ダンブロジオ サイマル出版会, 1973. のち講談社＋α文庫
- 誰がモンローを殺したか ロバート・スラッツァー 徳間書店, 1975. 『誰がM・モンローを殺したか』角川文庫
- 悪魔のファイル マフィアの弁護士の証言 ジョージ・ウルフ 徳間書店, 1976.
- 明日へ歩む詩 ある自閉症児の軌跡 バリー・ニール・カウフマン 三笠書房, 1976.
- スパイ/カウンタースパイ 第二次大戦の陰で ドゥシュコ・ポポフ 早川書房, 1976. Hayakawa nonfiction
- 愛は絶ちがたく アイゼンハワーとの秘められた恋 ケイ・サマーズビー・モーガン パシフィカ, 1977.12.
- 謎の大富豪ハワード・ヒューズの最期 ジェームズ・フェラン プレジデント社, 1977.7. プレジデントbooks
- ナチスの懐深く ドゥシュコ・ポポフ 1978.10. ハヤカワ文庫.
- 流血の大陸 メレディス・カトラック 早川書房, 1978.11. Hayakawa novels
- 孤独なスカイジャッカー J.D.リード 早川書房, 1982.7. Hayakawa novels
- ヒトラーの金脈 ジェイムズ&スザンヌ・プール 早川書房, 1985.9.
- アーネスト・サトウの生涯 その日記と手紙より イアン・C.ラックストン 長岡祥三共訳 雄松堂出版 2003.8 東西交流叢書